# スルフィノアラニンデカルボキシラーゼ
スルフィノアラニンデカルボキシラーゼ(Sulfinoalanine decarboxylase、EC 4.1.1.29)は、以下の化学反応を触媒する酵素である。
3-スルフィノ-L-アラニン {\displaystyle \rightleftharpoons } ヒポタウリン + CO2
従って、この酵素の1つの基質は3-スルフィノ-L-アラニン、2つの生成物はヒポタウリンと二酸化炭素である。
この酵素はリアーゼ、特に炭素-炭素結合を切断するカルボキシリアーゼに分類される。系統名は、3-スルフィノ-L-アラニン カルボキシリアーゼ (ヒポタウリン形成)(3-sulfino-L-alanine carboxy-lyase (hypotaurine-forming))である。他に、cysteine-sulfinate decarboxylase、L-cysteinesulfinic acid decarboxylase、cysteine-sulfinate decarboxylase、CADCase/CSADCase、CSAD、cysteic decarboxylase、cysteinesulfinic acid decarboxylase、cysteinesulfinate decarboxylase、sulfoalanine decarboxylase、3-sulfino-L-alanine carboxy-lyaseとも呼ばれる。この酵素は、タウリン及びヒポタウリンの代謝に関与している。補因子としてピリドキサールリン酸を必要とする。

## 構造
2007年末時点で、1つの構造が解明されている。蛋白質構造データバンクのコードは、2JISである。